# Samsung Galaxy Z Fold 2
Samsung Galaxy Z Fold 2 (cách điệu là Samsung Galaxy Z Fold2) là một điện thoại thông minh có thể gập lại dựa trên Android cao cấp được phát triển bởi Samsung Electronics cho dòng Samsung Galaxy Z series, kế nhiệm Samsung Galaxy Fold. Nó được hé lộ vào ngày 5 tháng 8 năm 2020 cùng với sự kiện ra mắt của Samsung Galaxy Note 20, Galaxy Tab S7, Galaxy Buds Live và Galaxy Watch 3. Galaxy Z Fold 2 chính thức ra mắt vào ngày 1 tháng 9 tại sự kiện Unpacked Part 2, lên kệ ngày 18 tháng 9 với mức giá 1,999 USD.

## Thông số kỹ thuật

### Thiết kế
Không giống như Fold ban đầu có màn hình hoàn toàn bằng nhựa, màn hình được bảo vệ bởi 30 μm (0,0012 in) - "kính siêu mỏng" dày dặn với một lớp nhựa giống như Z Flip, do Samsung sản xuất với vật liệu từ Schott AG; Kính Gorilla thông thường được sử dụng cho các mặt sau với khung nhôm. Cơ chế bản lề cũng được vay mượn từ Z Flip, sử dụng sợi nylon được thiết kế để giữ bụi. Nút nguồn được nhúng vào khung và đóng vai trò như cảm biến vân tay, với nút chỉnh âm lượng nằm ở phía trên. Thiết bị sẽ có hai màu, Mystic Bronze và Mystic Black, cũng như phiên bản Limited Edition Thom Browne. Ở một số khu vực được chọn, người dùng sẽ có thể tùy chỉnh màu bản lề khi đặt hàng điện thoại từ trang web của Samsung.

### Phần cứng
Galaxy Z Fold 2 có hai màn hình: mặt trước của nó sử dụng màn hình 6,23 inch ở trung tâm với viền tối thiểu, lớn hơn đáng kể so với màn hình 4,6 inch của người tiền nhiệm và thiết bị có thể gập mở để hiển thị màn hình 7,6 inch, với một đường cắt hình tròn ở giữa trên cùng bên phải thay thế phần khía cùng với đường viền mỏng hơn. Cả hai màn hình đều hỗ trợ HDR10 +; màn hình bên trong hiện có tốc độ làm tươi 120 Hz giống như dòng S20 và Note 20 Ultra.
Thiết bị có một cấu hình duy nhất là 12 GB RAM và 256 GB dung lượng lưu trữ không thể mở rộng. Z Fold 2 được cung cấp sức mạnh bởi Qualcomm Snapdragon 865+, được sử dụng ở tất cả các khu vực (không giống như các điện thoại Samsung khác được phân chia giữa Snapdragon và chip Exynos nội bộ của Samsung tùy thuộc vào thị trường). Nó sử dụng hai viên pin được chia làm hai nửa, tổng dung lượng là 4500 mAh lớn hơn một chút; Tính năng sạc nhanh được hỗ trợ qua USB-C ở tối đa 25 W hoặc không dây qua Qi với tốc độ lên đến 11 W. Galaxy Z Fold 2 có 5 camera, bao gồm ba ống kính camera ở mặt sau (12 megapixel, tele 12 megapixel và Góc cực rộng 12 megapixel), cũng như camera trước 10 megapixel trên vỏ và camera trước 10 megapixel thứ hai ở màn hình bên trong, bỏ qua cảm biến độ sâu RGB phụ.

### Phần mềm
Galaxy Z Fold 2 sẽ xuất xưởng với Android 10 và phần mềm One UI của Samsung; bằng chế độ Đa cửa sổ, có thể đặt tối đa ba ứng dụng được hỗ trợ trên màn hình cùng một lúc. Các ứng dụng mở trên màn hình nhỏ hơn có thể mở rộng thành bố cục lớn hơn, hướng về máy tính bảng khi người dùng mở thiết bị. Điểm mới của Z Fold 2 là chức năng chia đôi màn hình, được gọi là "Chế độ linh hoạt", được hỗ trợ với một số ứng dụng như YouTube và Google Duo.